# Kazuto Nakazawa
Pour les articles homonymes, voir Nakazawa.
Kazuto Nakazawa (中澤 一登, Nakazawa Kazuto) est un animateur, character designer et illustrateur japonais né le 4 mars 1968 dans la préfecture de Niigata.
Formé à l'école de formation de Toei animation, il intégère le studio G-1 de Masami Ōbari avant d'intégrer Manglobe.

## Travaux
- 1987-1990 : Nicky Larson (TV) - Intervaliste
- 1988-1992 : Oishinbo (TV) - Directeur de l'animation, animateur clé
- 1990-1991 : Nadia, le secret de l'eau bleue (TV) - Directeur de l'animation
- 1992-1993 : Ys I: Ancient Ys Vanished (OAV) - Directeur de l'animation (ep 2,3)
- 1992 : Fatal Fury: Legend of the Hungry Wolf (TV spécial) - Directeur de l'animation
- 1993-1994 : Yaiba (TV) - Directeur de l'animation
- 1994 : Lupin III - film 6 (film) - Directeur de l'animation
- 1994 : Fatal Fury: The Motion Picture  (film) - Directeur de l'animation
- 1994 : Magic knight Rayearth (TV) - Animateur clé (opening)
- 1994 : Metal Fighter Miku (TV) - Directeur de l'animation
- 1995 : El Hazard (OAV) - Chara-designer, directeur de l'animation.
- 1995 : El Hazard : The Wanderes (TV) - Chara-designer, directeur de l'animation.
- 1996-1997 : Starship Girl Yamamoto Yohko (OAV) - Chara-designer, directeur de l'animation
- 1996-1997 : Hurricane Polymar (OAV) - Animateur clé
- 1997 : Shin Tenchi Muyo! (TV) - Chara-designer, directeur de l'animation (ep 13,26)
- 1997-1998 : Detatoko Princess (OAV) - Animateur clé
- 1997 : El Hazard 2 (OAV) - Chara-designer, directeur de l'animation.
- 1997-1998 : Record of Lodoss War: Chronicles of the Heroic Knight (TV) - Storyboard et animation (opening et ending)
- 1998-1999 : Bubblegum Crisis: Tokyo 2040 (TV) - Animation (ending)
- 1999 : Kacho-ohji (TV) - Chara-designer, directeur de l'animation
- 2000 : Comedy (CM) - Réalisateur, Chara-designer
- 2000-2001 : Digimon Adventure 02 (TV) - Directeur de l'animation
- 2001-2002 : Final Fantasy: Unlimited (TV) - Chara-designer
- 2002 : Parasite Dolls (en) (OAV) - Réalisateur (ep 3)
- 2003 : Kill Bill (partie animé seulement) - Réalisateur, responsable de l'animation.
- 2003-2004 : Nadja (TV) - Chara-designer, directeur de l'animation
- 2004 : Breaking the Habit (Clip de Linkin Park) - Coréalisateur, responsable de l'animation.
- 2004 : Samurai Champloo (TV) - Chara-designer, directeur en chef de l'animation,  directeur d'animation (ep 1,9,23,25)
- 2004 : Ghost in the Shell: Stand Alone Complex (roman) - Illustrations
- 2005 : Tales of Legendia (Jeu vidéo) - Chara designer
- 2005-2006 Blood + (TV) - Réalisateur (op 2)
- 2007 : Asience: Hairy Tale (publicité pour Kao) - Réalisateur, chara designer, animation
- 2007 : Moondrive (part de Genius Party) - Réalisateur, chara designer, storyboard, animation
- 2007 : Yurururu (part de Ani Kuri 15) - Réalisateur, animation
- 2008 : Atarashii Sekai (Clip de Asian Kung-Fu Generation) - Réalisateur
- 2008 : Hells Angels (film) - Chara designer, directeur de l'animation
- 2009 : Miyamoto Musashi: Sōken ni Haseru Yume (film) - Chara designer
- 2010 : Sarai-ya Goyou (TV) - Chara designer, directeur de l'animation